# Stefan Krupko
Stefan Antoni Krupko (ur. 27 maja 1890 w Kuryłowcach Murowanych, zm. 3 listopada 1976 w Warszawie) – polski botanik-embriolog, kawaler Orderu Virtuti Militari.

## Życiorys

### Młodość
Jego ojcem był urzędnik akcyzy Nikodem Aleksander Krupko, a matką Maria z Wazgirdów. Po ukończeniu w 1909 ze srebrnym medalem I Rządowego Rosyjskiego Gimnazjum w Kijowie rozpoczął studia na oddziale przyrodniczym Wydziału Filozoficzno-Matematycznego Uniwersytetu św. Włodzimierza w Kijowie, jako specjalizację wybrał botanikę. Koordynatorem jego pracy dyplomowej był Serhij Nawaszin, niestety wybuch I wojny światowej uniemożliwił mu złożenie egzaminów końcowych. Zaciągnął się ochotniczo do wojska rosyjskiego, początkowo służył w I Zapasowej Kompanii Lotniczej w Petersburgu, w styczniu 1917 przeszedł do stacjonującej w Odessie Siergiejowskiej Szkoły Artylerii, a osiem miesięcy później rozpoczął trwającą do listopada służbę w  Artyleryjskiej Szkole Oficerskiej w Carskim Siole. Następnie wystąpił z wojska i powrócił do Kijowa, gdzie pracował, działał w Polskiej Organizacji Wojskowej i przygotowywał się do egzaminów, które zdał w kwietniu i maju 1918. 

### W wolnej Polsce
Mimo że dyplom otrzymał 28 maja to miasto opuścił dopiero w listopadzie, udał się do Warszawy, gdzie w styczniu 1919 zaciągnął się do Wojska Polskiego i służył w 3 pułku artylerii ciężkiej. Do rezerwy przeszedł w lipcu 1921, posiadał wówczas stopień porucznika i został odznaczony Krzyżem Virtuti Militari V klasy oraz Krzyżem Walecznych. Od grudnia 1921 przebywał w Bydgoszczy, gdzie objął etat asystenta w kierowanym przez prof. Kazimierza Bassalika Wydziale Chemii Rolnej Państwowego Instytutu Naukowo-Rolniczego. Po trzech miesiącach powrócił do stolicy, gdzie otrzymał stanowisko starszego asystenta w Zakładzie Systematyki Roślin Uniwersytetu Warszawskiego, którym kierował prof. Bolesław Hryniewiecki. 20 maja 1927 przedstawił napisaną pod kierunkiem prof. Zygmunta Wóycickiego pracę doktorską „Piastydy i chondriom podczas gonogenezy u Gagea lutea” i uzyskał stopień doktora filozofii. W 1928 poślubił Halinę Godziszewską, a pod koniec tego samego roku otrzymał z Funduszu Kultury Narodowej stypendium umożliwiające mu roczny pobyt we Francji. Przebywając w Paryżu prowadził w laboratorium Uniwersytetu pod kierunkiem Marie Antoine Alexandre Guilliermonda prace badawcze nad grzybem pasożytniczym tytoniu Phytophthora nicotianae. Po powrocie do kraju skupił się na pracy dydaktycznej, do wybuchu II wojny światowej prowadził wykłady z systematyki i morfologii grzybów, ekologii roślin oraz systematyki i morfologii glonów i roślin kwiatowych.

### Emigracja
Podczas kampanii wrześniowej udał się do Lublina, aby wstąpić w szeregi Wojska Polskiego, po kapitulacji dostał się do niewoli, ale udało mu się uciec z transportu. Przez Kraków dostał się do Warszawy, a następnie z żoną i córką przedostał się do Rumunii, skąd dzięki wsparciu rządu brytyjskiego zostali ewakuowani na Cypr. Podczas półrocznego pobytu w mieście Kyrenia zajmował się tworzeniem zielnika lokalnych roślin i gromadzeniem materiałów dotyczących rośliny Oxalis cernua, niestety negatywne nastawienie władz czyniło niemożliwym prowadzenie prac badawczych. Od czerwca 1941 przebywał w Palestynie, gdzie wznowił pracę naukową w Zakładzie Botanicznym Uniwersytetu Hebrajskiego. Pracował jako wolontariusz, utrzymywał siebie i rodzinę się z zasiłku dla bezrobotnych, jednocześnie przygotowywał materiały do obszernej publikacji o bezpłodności Oxalis cernua, środki na jej wydanie uzyskał z Delegatury Rządu RP. Współpracował w wydawaną w Jerozolimie Gazetą Polską, a także był zaangażowany w działalność Koła Uchodźczego Towarzystwa Przyrodników im. Mikołaja Kopernika. W 1943 zmarła żona Stefana Krupki, w lutym 1944 otrzymał zaproszenie od Johnna V.F. Phillipsa z Johannesburga i  razem z córką do Unii Południowo-Afrykańskiej. Od marca 1944 pracował w Zakładzie Botaniki Uniwersytetu w Johannesburgu, początkowo był zatrudniony w charakterze  prywatnego badacza i  otrzymywał jako zapłatę zasiłek polskiego rządu w Londynie, a następnie został etatowym pracownikiem. Pracował kolejno jako demonstrator, pracownik naukowy, wykładowca, a następnie specjalista. Od początku pobytu działał w Zjednoczeniu Osadników Polskich w Afryce Południowej i pełnił funkcję egzaminatora z języka polskiego na egzaminach maturalnych. Po przejściu w 1955 na emeryturę pozostał czynny zawodowo, jako stypendysta Council for Scientific and Industrial Research kontynuował pracę w Zakładzie Botaniki, w tym samym roku został członkiem Polskiego Towarzystwa Naukowego na Obczyźnie. W 1956 firma African Explosives and Chemical Industries zatrudniła Stefana Krupko w charakterze kontraktowego pracownika naukowego, którego zadaniem było opracowanie metod zwalczania chwastów. 

### Powrót do Polski

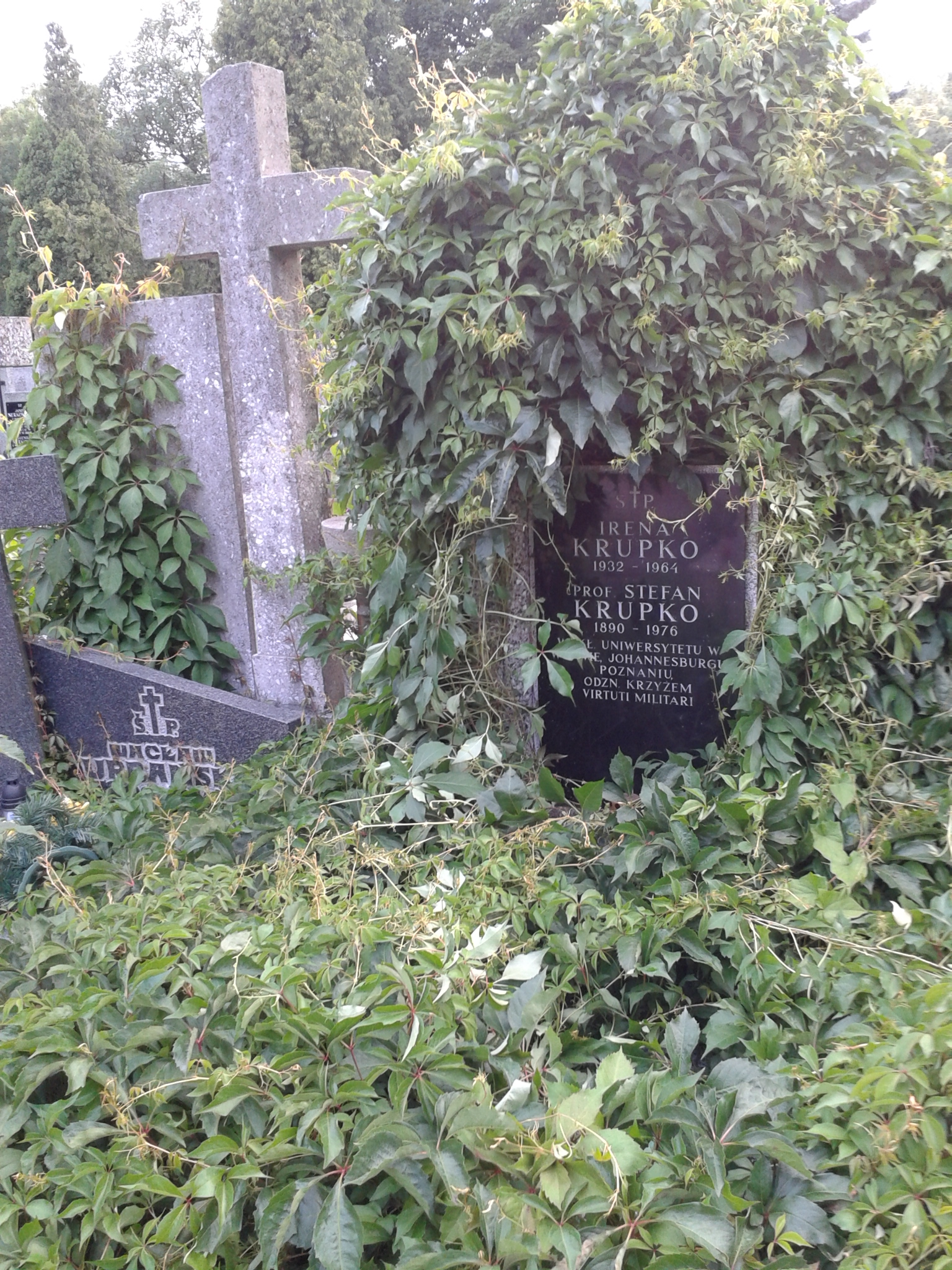
Grób prof. Stefana Krupki na cmentarzu Bródnowskim (kw. 8N, rząd 6, grób 19)

W sierpniu 1957 razem z córką powrócił do Polski, przywiózł ze sobą materiał roślinny, który przekazał do zielnika Zakładu Systematyki i Geografii Roślin Uniwersytetu Warszawskiego. Wkrótce otrzymał propozycję objęcia wakującego stanowiska kierownika Katedry Botaniki Ogólnej Uniwersytetu im. Adama Mickiewicza w Poznaniu, został zatrudniony jako profesor kontraktowy i objął etat profesora nadzwyczajnego, w marcu 1958 uzyskał tytuł profesora nadzwyczajnego. Podczas pracy w Poznaniu prowadził wykłady z botaniki ogólnej, anatomii i cytologii roślin oraz embriologii roślin. Z dniem 1 października 1960 został przeniesiony w stan spoczynku, do 1965 prowadził w formie pracy zleconej wykłady z botaniki i cytologii roślin. W 1969 przeprowadził się do Warszawy, gdzie prowadził prace badawcze w Zakładzie Systematyki i Geografii Roślin Uniwersytetu Warszawskiego. Zginął tragicznie 3 listopada 1976.
Od początku działalności należał do Polskiego Towarzystwa Botanicznego (PTB), był sekretarzem Oddziału Warszawskiego i członkiem Komisji Rewizyjnej. Od 1958 do 1965 pełnił funkcję wiceprzewodniczącego, a następnie przewodniczącego Oddziału Poznańskiego PTB. Działał również w Poznańskim Towarzystwie Przyjaciół Nauk.